# Ваша честь (телесериал, 2020)
«Ваша честь» (англ. Your Honor) — американский телесериал, являющийся адаптированной версией израильского сериала с тем же названием (ивр. כבודו‎). В главной роли — Брайан Крэнстон. Премьера состоялась 6 декабря 2020 года на канале Showtime.
Изначально задумывался как мини-сериал, состоящий из десяти эпизодов, однако 24 августа 2021 года был продлён на второй сезон, также состоящий из 10 эпизодов. Брайан Крэнстон вновь исполнил роль судьи Майкла Десиато. Премьера второго сезона, который стал финальным, состоялась 13 января 2023 года.

## Сюжет
В центре повествования — уважаемый судья из Нового Орлеана Майкл Десиато (Брайан Крэнстон), столкнувшийся с «ужасающей дилеммой» после того, как его сын Адам скрылся с места ДТП после аварии со смертельным исходом.

## В ролях

### Главные роли
- Брайан Крэнстон — Майкл Десиато
- Хантер Дуэн — Адам Десиато
- Хоуп Дэвис — Джина Бакстер[5][6][7][8][9]
- София Блэк-Д’Элиа — Фрэнни
- Айзая Уитлок-младший[англ.] — Чарли
- Майкл Стулбарг — Джимми Бакстер[5][6][7][8][9]
- Кармен Эджого — Ли Деламир

### Роли второго плана
- Лилли Кей — Фиа Бакстер
- Эми Ландекер — Нэнси Костелло
- Тонни Карран — Фрэнки
- Кит Макенанянга — Малыш Мо
- Ламар Джонсон — Кофи Джонс
- Бенджамин Флорес-младший — Юджин Джонс
- Джимми Стэнтон — Карло Бакстер
- Чет Хэнкс — Джо Малдини
- Андрин Уорд-Хаммонд — Большая Мо
- Дэвид Малдонадо — лейтенант Брендан Кьюсак
- Мелани Николлз-Кинг — Фимейл Джонс

### Специальные приглашённые звёзды
- Лоррейн Туссен — судья Сара Леблан
- Марго Мартиндейл — Элизабет Гатри
- Мора Тирни — Фиона Макки

## Эпизоды
| Сезон | Серии | Серии | Даты показа    | Даты показа     |
| Сезон | Серии | Серии | Первая серия   | Последняя серия |
| ----- | ----- | ----- | -------------- | --------------- |
| 1     | 10    | 10    | 6 декабря 2020 | 14 февраля 2021 |
| 2     | 10    | 10    | 13 января 2023 | 19 марта 2023   |

### Сезон 1 (2020—2021)
| № | Название                      | Режиссёр        | Автор сценария    | Дата премьеры   | Зрители в США (млн) |
| --- | ----------------------------- | --------------- | ----------------- | --------------- | ------------------- |
| 1 | «Часть первая» «Part One»     | Эдвард Бергер   | Питер Моффат      | 6 декабря 2020  | 0,449               |
| Майкл Десиато — уважаемый судья из Нового Орлеана. У него есть сын Адам, болеющий астмой. В годовщину смерти матери Адам посещает место, где она погибла. Там его пугают подошедшие члены некоей банды, после чего Адам спешно уезжает на автомобиле. Из-за испуга у него начинается приступ астмы. В поисках ингалятора, упавшего на пол автомобиля, он отвлекается от дороги, и сбивает Рокко Бакстера, который ехал на мотоцикле. Выбравшись из своего автомобиля, Адам видит, что Рокко ещё жив, но получил очень тяжёлую травму головы. Адам пытается помочь Рокко и звонит по номеру «9-1-1», но от испуга в итоге уезжает с места ДТП, а Рокко умирает. Адам признаётся в содеянном своему отцу. Майкл решает, что Адаму нужно во всём сознаться и отвозит сына к полицейскому участку. В участке Майкл узнаёт, что погибший являлся сыном Джимми Бакстера, главы крупнейшей преступной группировки Нового Орлеана. Опасаясь за жизнь сына, Майкл решает скрыть участие сына в ДТП. На месте ДТП человек Бакстера находит ингалятор Адама. Майкл пытается избавиться от улик и выбрасывает их в реку, но его собака прячет часть окровавленной одежды в доме Десиато. |                               |                 |                   |                 |                     |
| 2 | «Часть вторая» «Part Two»     | Эдвард Бергер   | Питер Моффат      | 13 декабря 2020 | 0,658               |
| Майкл просит своего друга Чарли Фигаро избавиться от машины Адама, но вместо этого он закладывает ее Кофи Джонсу (члену местной уличной банды Desire). В качестве алиби для Адама, Майкл заявляет об угоне машины, в результате чего Кофи арестовывают после того, как он проехал на красный свет. Когда часть велосипеда Рокко выпадает из-под машины, полиция обвиняет Кофи в убийстве. Майкл просит свою подругу в прошлом Ли представлять Кофи в суде. Майкла расстраивают воспоминания Адама о том, что он видел много свидетелей сразу после наезда на Рокко. |                               |                 |                   |                 |                     |
| 3 | «Часть третья» «Part Three»   | Эдвард Бергер   | Элисон Макдоналд  | 20 декабря 2020 | 0,537               |
| Адам начинает вести себя странно и, помимо прочего, фотографировать место преступления. Ли начинает работать над делом Кофи и узнает, что на допросе его пытали полицейские. Чарли говорит Майклу, что они влипли по уши. Карло Бакстер получает разрешение присутствовать на похоронах своего младшего брата Рокко, на которых Майкл видит, что Карло переводят в тюрьму, где сидит Кофи; он пытается организовать защиту Кофи там. Ли добивается того, чтобы Кофи освободили от обвинения за недостаточностью улик. Адам признается Фрэнни, что это он убил Рокко. В ночь перед освобождением Кофи переводят в камеру Карло. |                               |                 |                   |                 |                     |
| 4 | «Часть четвёртая» «Part Four» | Кларк Джонсон   | Дэвид Мэттьюз     | 27 декабря 2020 | 0,467               |
| 5 | «Часть пятая» «Part Five»     | Кларк Джонсон   | Диуэйн Джонс      | 3 января 2021   | 0,563               |
| 6 | «Часть шестая» «Part Six»     | Кларк Джонсон   | Дженнифер Касисио | 10 января 2021  | 0,500               |
| 7 | «Часть седьмая» «Part Seven»  | Эва Сёрхёуг     | Джоуи Хартстоун   | 17 января 2021  | 0,745               |
| 8 | «Часть восьмая» «Part Eight»  | Эва Сёрхёуг     | Фрэнк Болдуин     | 31 января 2021  | 0,662               |
| 9 | «Часть девятая» «Part Nine»   | Эва Сёрхёуг     | Дженнифер Касисио | 7 февраля 2021  | 0,582               |
| 10 | «Часть десятая» «Part Ten»    | Брайан Крэнстон | Питер Моффат      | 14 февраля 2021 | 0,742               |

### Сезон 2 (2023)
| № общий | № в сезоне | Название                              | Режиссёр         | Автор сценария | Дата премьеры   | Зрители в США (млн) |
| ------- | ---------- | ------------------------------------- | ---------------- | -------------- | --------------- | ------------------- |
| 11      | 1          | «Часть одиннадцатая» «Part Eleven»    | Питер Соллетт    | Джои Хартстоун | 15 января 2023  | 0,245               |
| 12      | 2          | «Часть двенадцатая» «Part Twelve»     | Питер Соллетт    | Дэни Ветер     | 22 января 2023  | 0,255               |
| 13      | 3          | «Часть тринадцатая» «Part Thirteen»   | Даррен Грант     | Онеика Барретт | 29 января 2023  | 0,253               |
| 14      | 4          | «Часть четырнадцатая» «Part Fourteen» | Даррен Грант     | Аалия Браун    | 5 февраля 2023  | 0,289               |
| 15      | 5          | «Часть пятнадцатая» «Part Fifteen»    | Питер Соллетт    | Кендалл Шервуд | 12 февраля 2023 | 0,211               |
| 16      | 6          | «Часть шестнадцатая» «Part Sixteen»   | Питер Соллетт    | Диуэйн Джонс   | 19 февраля 2023 | 0,251               |
| 17      | 7          | «Часть семнадцатая» «Part Seventeen»  | Кэрри Престон    | Билл Кейн      | 26 февраля      | 0,288               |
| 18      | 8          | «Часть восемнадцатая» «Part Eighteen» | Кэрри Престон    | Брэнди Николь  | 5 марта 2023    | 0,303               |
| 19      | 9          | «Часть девятнадцатая» «Part Nineteen» | Розмари Родригес | Маркус Дэлзин  | 12 марта 2023   | 0,330               |
| 20      | 10         | «Часть двадцатая» «Part Twenty»       | Розмари Родригес | Джоуи Хартстон | 19 марта 2023   | 0,421               |

## Производство

### Разработка
В августе 2017 года было объявлено, что драматический сериал «Ваша честь» находится в разработке у компании CBS Studios. В октябре 2017 года стало известно, что сериал выйдет на канале Showtime. Премьера пилотного эпизода состоялась 6 декабря 2020 года.

### Подбор актёров
В январе 2019 года стало известно, что на главную роль был утверждён Брайан Крэнстон. В августе 2019 года было объявлено, что в сериале сыграют Майкл Стулбарг, София Блэк-Д’Элиа, Кармен Эджого и Айзая Уитлок-младший. В сентябре 2019 года к актёрской команде присоединились Хоуп Дэвис, а также Лилли Кей и Эми Ландекер. В октябре 2019 года было объявлено, что в сериале также сыграют Тонни Карран, Кит Макенанянга, Ламар Джонсон и Бенджамин Флорес-младший, а в декабре 2019 года в число актёров была включена Марго Мартиндейл. В октябре 2020 года стало известно, что в мини-сериале также сыграет Мора Тирни.

### Съёмки
Съёмочный процесс начался 16 сентября 2019 года в Новом Орлеане (штат Луизиана), но в марте 2020 года был приостановлен в связи с пандемией COVID-19. Производство возобновилось 7 октября 2020 года и завершилось в конце ноября 2020 года.
Съёмки второго сезона прошли с 18 июля по 16 декабря 2022 года в Новом Орлеане.

## Отзывы и рейтинги

### Отзывы критиков
На ресурсе Rotten Tomatoes первый сезон имеет рейтинг 50 % со средним показателем в 6,1 балл из 10 возможных на основании 50 оценок критиков. На ресурсе Metacritic рейтинг первого сезона составляет 60 баллов из 100 возможных на основании 29 обзоров от критиков, что соответствует «средним или смешанным оценкам».

### Рейтинги

#### Сезон 1
| №  | Название          | Дата показа     | Рейтинг (18—49) | Зрителей (миллионов) |
| -- | ----------------- | --------------- | --------------- | -------------------- |
| 1  | «Часть первая»    | 6 декабря 2020  | 0,04            | 0,449                |
| 2  | «Часть вторая»    | 13 декабря 2020 | 0,13            | 0,658                |
| 3  | «Часть третья»    | 20 декабря 2020 | 0,07            | 0,537                |
| 4  | «Часть четвёртая» | 27 декабря 2020 | 0,06            | 0,467                |
| 5  | «Часть пятая»     | 3 января 2021   | 0,08            | 0,563                |
| 6  | «Часть шестая»    | 10 января 2021  | 0,07            | 0,500                |
| 7  | «Часть седьмая»   | 17 января 2021  | 0,10            | 0,745                |
| 8  | «Часть восьмая»   | 31 января 2021  | 0,10            | 0,662                |
| 9  | «Часть девятая»   | 7 февраля 2021  | 0,07            | 0,582                |
| 10 | «Часть десятая»   | 14 февраля 2021 | 0,09            | 0,742                |

#### Сезон 2
| №  | Название              | Дата показа     | Рейтинг (18—49) | Зрителей (миллионов) |
| -- | --------------------- | --------------- | --------------- | -------------------- |
| 1  | «Часть одиннадцатая»  | 15 января 2023  | 0,05            | 0,245                |
| 2  | «Часть двенадцатая»   | 22 января 2023  | 0,04            | 0,255                |
| 3  | «Часть тринадцатая»   | 29 января 2023  | 0,04            | 0,253                |
| 4  | «Часть четырнадцатая» | 5 февраля 2023  | 0,05            | 0,289                |
| 5  | «Часть пятнадцатая»   | 12 февраля 2023 | 0,03            | 0,211                |
| 6  | «Часть шестнадцатая»  | 19 февраля 2023 | 0,03            | 0,251                |
| 7  | «Часть семнадцатая»   | 26 февраля 2023 | 0,07            | 0,288                |
| 8  | «Часть восемнадцатая» | 5 марта 2023    | 0,05            | 0,303                |
| 9  | «Часть девятнадцатая» | 12 марта 2023   | 0,05            | 0,330                |
| 10 | «Часть двадцатая»     | 19 марта 2023   | 0,08            | 0,421                |

### Популярность
Первый сезон хорошо показал себя на Showtime, второй сезон был в значительной степени проигнорирован зрителями, а также телевизионными критиками.
С началом показа, с конца мая 2024 года на Netflix, сериал стал одним из самых просматриваемых среди всех телесериалов в США. Сериал с 20 часами оригинального контента собрал более миллиарда минут просмотрового времени в течение трех недель подряд, что символизировало для стриминговых сервисов хитовый статус.